# جوس
جوس (بالإنجليزية: Jos)‏ وهي مدينة تقع في بيلت الوسطى في نيجيريا ويبلغ عددهم 900,000 نسمة حسب إحصاء سنة 2009 وتبلغ مساحتها 1,217 متر مربع ويتم تسميتها جي تاون وهي عاصمة ولاية بلاتو ويوجد في المدينة مسلمين ومسيحيين.

## المناخ
يظهر الجدول التالي التغييرات المناخية على مدار السنة لجوس:
| البيانات المناخية لـجوس                                          | البيانات المناخية لـجوس | البيانات المناخية لـجوس | البيانات المناخية لـجوس | البيانات المناخية لـجوس | البيانات المناخية لـجوس | البيانات المناخية لـجوس | البيانات المناخية لـجوس | البيانات المناخية لـجوس | البيانات المناخية لـجوس | البيانات المناخية لـجوس | البيانات المناخية لـجوس | البيانات المناخية لـجوس | البيانات المناخية لـجوس |
| الشهر                                                            | يناير                   | فبراير                  | مارس                    | أبريل                   | مايو                    | يونيو                   | يوليو                   | أغسطس                   | سبتمبر                  | أكتوبر                  | نوفمبر                  | ديسمبر                  | المعدل السنوي           |
| ---------------------------------------------------------------- | ----------------------- | ----------------------- | ----------------------- | ----------------------- | ----------------------- | ----------------------- | ----------------------- | ----------------------- | ----------------------- | ----------------------- | ----------------------- | ----------------------- | ----------------------- |
| متوسط درجة الحرارة الكبرى °م (°ف)                                | 27.3 (81.1)             | 28.7 (83.7)             | 30.4 (86.7)             | 30.2 (86.4)             | 28.2 (82.8)             | 26.6 (79.9)             | 24.4 (75.9)             | 24.3 (75.7)             | 26.1 (79.0)             | 27.8 (82.0)             | 28.0 (82.4)             | 27.2 (81.0)             | 27.4 (81.3)             |
| المتوسط اليومي °م (°ف)                                           | 21.3 (70.3)             | 22.9 (73.2)             | 24.9 (76.8)             | 25.7 (78.3)             | 24.5 (76.1)             | 22.7 (72.9)             | 21.4 (70.5)             | 20.9 (69.6)             | 21.9 (71.4)             | 22.9 (73.2)             | 22.7 (72.9)             | 21.5 (70.7)             | 22.8 (73.0)             |
| متوسط درجة الحرارة الصغرى °م (°ف)                                | 12.7 (54.9)             | 15.1 (59.2)             | 17.7 (63.9)             | 18.3 (64.9)             | 18.0 (64.4)             | 17.2 (63.0)             | 16.7 (62.1)             | 16.5 (61.7)             | 16.7 (62.1)             | 16.6 (61.9)             | 14.9 (58.8)             | 13.1 (55.6)             | 16.1 (61.0)             |
| الهطول مم (إنش)                                                  | 0.4 (0.02)              | 2.8 (0.11)              | 29.8 (1.17)             | 92.9 (3.66)             | 159.8 (6.29)            | 198.5 (7.81)            | 303.8 (11.96)           | 290.1 (11.42)           | 197.6 (7.78)            | 38.3 (1.51)             | 0.3 (0.01)              | 0.5 (0.02)              | 1٬314٫8 (51.76)         |
| متوسط أيام هطول الأمطار (≥ 0.1 mm)                               | 0.1                     | 0.2                     | 1.4                     | 6.9                     | 11.6                    | 15.6                    | 20.6                    | 19.9                    | 16.2                    | 4.0                     | 0.1                     | 0.1                     | 96.7                    |
| متوسط الرطوبة النسبية (%)                                        | 14.1                    | 13.6                    | 19.6                    | 38.7                    | 58.3                    | 66.0                    | 75.8                    | 76.2                    | 64.2                    | 42.0                    | 20.8                    | 16.5                    | 42.1                    |
| ساعات سطوع الشمس الشهرية                                         | 282.1                   | 254.8                   | 238.7                   | 204.0                   | 204.6                   | 198.0                   | 158.1                   | 139.5                   | 177.0                   | 238.7                   | 285.0                   | 288.3                   | 2٬668٫8                 |
| ساعات سطوع الشمس اليومية                                         | 9.1                     | 9.1                     | 7.7                     | 6.8                     | 6.6                     | 6.6                     | 5.1                     | 4.5                     | 5.9                     | 7.7                     | 9.5                     | 9.3                     | 7.3                     |
| المصدر #1: NOAA                                                  |                         |                         |                         |                         |                         |                         |                         |                         |                         |                         |                         |                         |                         |
| المصدر #2: Climate-Data.org (altitude: 1185m, mean temperatures) |                         |                         |                         |                         |                         |                         |                         |                         |                         |                         |                         |                         |                         |

## أعلام
- أوغينيي أونازي
- جون أوبي ميكل
- فيكتور أوبينا
- أحمد موسى
- ديلي أيينوغبا